# Котульский, Александр Владимирович
Александр Владимирович Котульский (12 мая 1920 — 24 сентября 1941) — советский поэт и начинающий геолог.

## Биография
Родился 12 мая 1920 года в Томске (по другим данным в Ленинграде) в семье геолога Владимира Климентьевича Котульского. C 1921 года жил с семьёй в Ленинграде.
В детские годы проявил незаурядный творческий талант и учился в «Детском университете», созданном по инициативе С. М. Кирова для литературно одарённых детей.
Первое напечатанное стихотворение — «Свирская ГЭС» (1930, в газете «Свирьстрой»). Затем были опубликованы два стихотворения и поэма «Хибины». Последняя прижизненная публикация Александра Котульского датируется 1936 годом: восемь стихотворений и «Хибины» были включены в сборник «Стихи детей».
С 1930 года, в связи с экспедициями и работой отца, одной из частых тем стихотворений стали геологи и геология.
С. Я. Маршак, близко знавший молодого поэта, позднее писал, что он «мог одновременно стать и блестящим учёным-геологом, и заметным поэтом», а также отмечал в стихах «глубокую, трогательную любовь к Ленинграду».
С начала Великой Отечественной войны воевал на Ленинградском фронте.
24 сентября 1941 года умер от ран в госпитале 111 ОМСБ 10 сд. Был похоронен на кладбище станции Петергоф.

## Память
После войны его стихи неоднократно включались в поэтические сборники. В. К. Котульский намеревался организовать отдельное издание книги сына, но издание не состоялось из-за его ареста.
В 1964 году они были опубликованы в книге «День поэзии» с предисловием Самуила Маршака, а в 2005 — в сборнике «Советские поэты, павшие на Великой Отечественной войне».

## Произведения
- 1934 — Впервые напечатана в газете «Ленинские искры», 1934[2]. 3 января. Затем в: Стихи детей: [сборник] / [Предисл. С. Маршака]: Сборник первый [и единственный]. М.; Л.: Детская литература, 1936. — 143, [1] с. (Опубликованы стихи и поэмы: «Хибины», «В воздухе», «Летчикам», «В море», «Из окна вагона», «Ночь», «Гроза», «Исаакиевский собор», «Маяк», «Кирову»
- 1939 — Затемнение (декабрь 1939)
- 1940 — «Здесь якорь залогом удачи минутной…», «Первый снег».